# Portia Simpson Miller

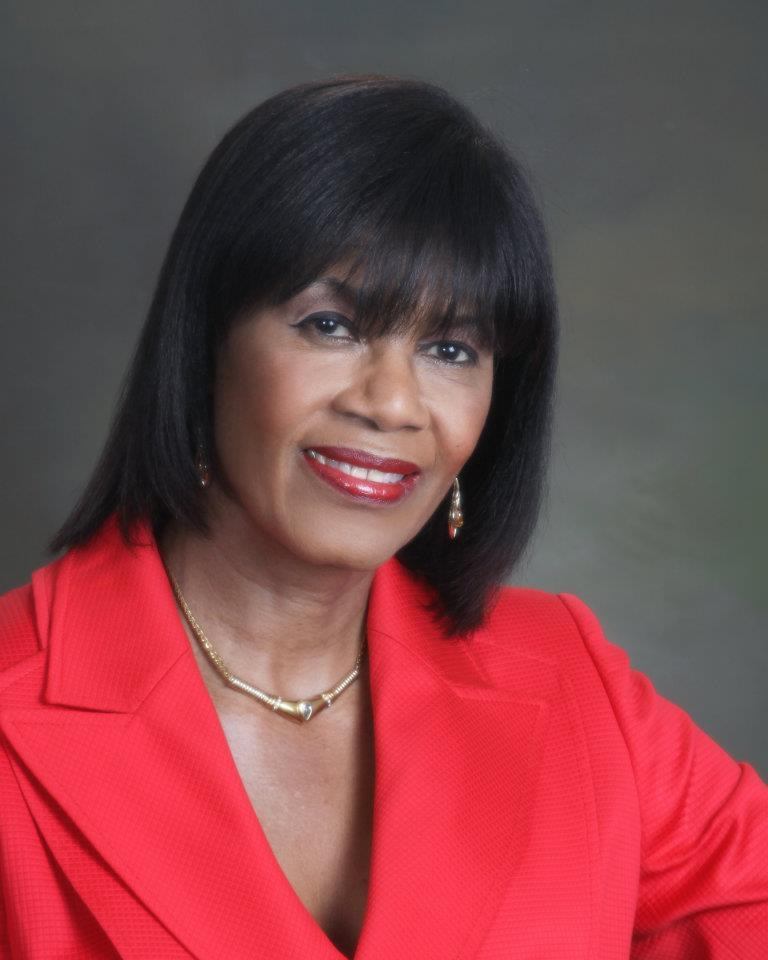
Portia Simpson Miller

Portia Lucretia Simpson Miller, ON (* 12. Dezember 1945 in Wood Hall, St. Catherine) ist eine jamaikanische Politikerin der People’s National Party (PNP). Sie bekleidete vom 31. März 2006 bis zum 10. September 2007 als erste Frau das Amt des Premierministers von Jamaika und war vom 5. Januar 2012 bis zum 3. März 2016 erneut Premierministerin von Jamaika.

## Leben
Portia Simpson Miller besuchte das Union Institute in Miami, wo sie einen Abschluss in öffentlicher Verwaltung erhielt.
Sie war von 1993 bis 2000 Arbeitsministerin und leitete im Anschluss das Ministerium für Tourismus und Sport. Am 26. Februar 2006 löste sie Percival J. Patterson als Vorsitzenden der Mehrheitspartei PNP ab und übernahm knapp einen Monat später, gemäß jamaikanischem Wahlrecht, auch den Posten des Premierministers von ihm. Bei den Wahlen um den Parteivorsitz setzte sie sich mit 1.775 zu 1.538 gegen Peter Phillips durch.
Bei den Parlamentswahlen vom 3. September 2007 verlor die PNP ihre Mehrheit an die Jamaica Labour Party, seitdem war Simpson Miller Oppositionsführerin. Bei den vorgezogenen Neuwahlen am 29. Dezember 2011 gewann die PNP eine deutliche Mehrheit und Simpson Miller wurde damit erneut Premierministerin und bekleidete das Amt vom 5. Januar 2012 bis zum 3. März 2016.
Am 29. Mai 2006 wurde ihr mit der Verleihung des Order of the Nation die zweithöchste Ehrung des jamaikanischen Staates zuteil.